# Последний пляж
«Последний пляж» (англ. Last Resort, также англ. National Lampoon's Last Resort) — кинофильм, снятый режиссёром Рафалом Зелински.

## Сюжет
Сэм (Кори Фельдман) и Дэйв (Кори Хэйм) живут скучной жизнью, но когда их увольняют с работы и выселяют, они, сами не понимая как, оказываются на курортном острове дяди Сэма. И теперь должны помочь дяде справиться с рейдерами-захватчиками и отстоять права на его остров.

## В ролях
- Кори Фельдман — Сэм
- Кори Хэйм — Дэйв
- Морин Флэннигэн — Соня
- Деметра Хэмптон — Алекс
- Роберт Мэндан — Хэмлок (рейдер)
- Джеффри Льюис — Рэкс Карвер (дядя Сэма)
- Джон Уильям Янг — Норм